# کارلوس ببینگتن
 کارلوس ببینگتن (انگلیسی: Carlos Babington؛ زادهٔ ۲۰ سپتامبر ۱۹۴۹) یک بازیکن فوتبال اهل آرژانتین است.
وی همچنین در تیم ملی فوتبال آرژانتین بازی کرده است.